# Murina rozendaali
Murina rozendaali là một loài động vật có vú trong họ Dơi muỗi, bộ Dơi. Loài này được Hill & Francis mô tả năm 1984.